# Wolves (альбом Rise Against)
| Совокупная оценка | Совокупная оценка |
| Источник          | Оценка            |
| ----------------- | ----------------- |
| Metacritic        | 76/100            |
| Оценки критиков   |                   |
| Источник          | Оценка            |
| Allmusic          | [ 2 ]             |
| Alternative Press | [ 3 ]             |
| The A.V. Club     | C+                |
| Clash             | 7/10              |
| Classic Rock      | [ 6 ]             |
| Kerrang!          | 5/5               |
| Metal Hammer      | [ 7 ]             |
| Paste             | 5.8/10            |
| Rock Sound        | 7/10              |
| Sputnikmusic      | 2.2/5             |

Wolves — восьмой по счету альбом американской панк рок группы Rise Against. Он был выпущен 9 июня 2017 года. Это первый, за долгое время, студийный альбом группы, продюсерами которого не были Bill Stevenson и Jason Livermore, и первый альбом на лейбле Virgin Records. Первый сингл альбома, «The Violence», был выпущен 20 апреля 2017. Второй сингл «House on Fire» был выпущен 19 мая, и третий — «Welcome to the Breakdown» — 2 июня 2017.
Альбом был записан в Нэшвилле, штат Теннесси. В студии Rock Falcon Studio.
«Wolves» дебютировал на 9 месте чарта Billboard 200.
В эксклюзивном выпуске альбома присутствуют два бонус-трэка «Megaphone» и «Broadcast[Signal]Frequency», которые по звучанию напоминают первые альбомы Rise Against. На вопрос Reddit AMA о том, почему эти песни не были включены в стандартный альбом, Тим Макилрот ответил: «Потому что ленивый Тим не закончил тексты вовремя».
На четыре песни с альбома — «House on Fire», «Megaphone», «Broadcast[Signal]Frequency» и «Bullshit» были сняты видеоклипы. Но полноценными можно назвать только клипы на «House on Fire» и «Megaphone», так как в других клипах использованы те же кадры, что и в клипе на «Megaphone».

## Политические тексты
Тексты песен альбома следуют прежним политическим темам группы. Такие песни, как «How Many Walls», «Welcome to the Breakdown» и «Wolves» противостоят взглядам нового президента США Дональда Трампа, в то время как «Politic Of Love» и «House On Fire» более личны, однако и в них нашлось место политике.
Видео для сингла «The Violence» было запрещено снимать из-за «антиправительственной» направленности. Группа получила разрешение на съёмку видео в поле с бюстами всех 43 президентов США. Но вскоре разрешение было отменено в связи с «антиамериканским» сообщением Rise Against.

## Критика
На агрегаторе обзоров Metacritic альбом получил 76 из 100 баллов, с оценкой «в целом благоприятные отзывы». Чад Бовар из Loudwire описал альбом как «привлекательное сочетание броских песен и вдумчивой, увлеченной лирики». Ник Янг из Metal Hammer поставил оценку в 3,5 из 5 звезд и прокомментировал: «Бывшая панк-команда приближает свою ярость к мейнстриму». Миша Перлман из Alternative Press написал: «Конечно, этот альбом не победит администрацию Трампа в одиночку, но он является частью жизненно важного движения, которое готово встать и бороться против него». Роб Сэйс из Rock Sound оценил альбом на 7 из 10 баллов и сказал: «В эпоху, когда новости напоминают антиутопическую фантастику, а звезда женоненавистнического реалити-шоу имеет свой собственный ядерный арсенал, легко усомниться в способности музыки изменить ситуацию. Но Rise Against никогда не сомневались в этом убеждении и никогда не будут». Скотт Хейзел из Paste поставил 5,8 из 10 баллов и сказал: «Wolves является одним из первых больших панк-альбомов в пост-Трамповой Америке, но он почти не воет и редко показывает свои клыки».

## Трэклист
| №                   | Название                   | Длительность |
| ------------------- | -------------------------- | ------------ |
| 1.                  | «Wolves»                   | 3:37         |
| 2.                  | «House on Fire»            | 3:14         |
| 3.                  | «The Violence»             | 3:48         |
| 4.                  | «Welcome to the Breakdown» | 3:03         |
| 5.                  | «Far from Perfect»         | 3:32         |
| 6.                  | «Bullshit»                 | 4:12         |
| 7.                  | «Politics of Love»         | 4:09         |
| 8.                  | «Parts Per Million»        | 3:40         |
| 9.                  | «Mourning in Amerika»      | 3:19         |
| 10.                 | «How Many Walls»           | 3:50         |
| 11.                 | «Miracle»                  | 3:40         |
| Общая длительность: | Общая длительность:        | 40:04        |

| №                   | Название                     | Длительность |
| ------------------- | ---------------------------- | ------------ |
| 12.                 | «Megaphone»                  | 3:05         |
| 13.                 | «Broadcast[Signal]Frequency» | 2:30         |
| Общая длительность: | Общая длительность:          | 45:46        |

## Чарты
| Чарт (2017)                            | Высшая Позиция |
| -------------------------------------- | -------------- |
| Австралия (ARIA)                       | 5              |
| Австрия (Ö3 Austria)                   | 5              |
| Бельгия/Фландрия (Ultratop)            | 27             |
| Бельгия/Валлония (Ultratop)            | 81             |
| Канада (Canadian Albums Chart)         | 3              |
| Нидерланды (Album Top 100)             | 76             |
| Германия (Offizielle Top 100)          | 5              |
| Новая Зеландия (RMNZ)                  | 20             |
| Шотландия (Scottish Albums Chart)      | 26             |
| Spanish Albums (PROMUSICAE)            | 92             |
| Швейцария (Schweizer Hitparade)        | 11             |
| Великобритания (UK Albums Chart)       | 38             |
| США (Billboard 200)                    | 9              |
| США (Billboard Top Alternative Albums) | 1              |
| США (Billboard Top Rock Albums)        | 1              |
| США (Billboard Top Hard Rock Albums)   | 1              |